# The Thrill of It All (Sam Smith)
The Thrill of It All è il secondo album in studio del cantautore britannico Sam Smith, pubblicato il 3 novembre 2017.

## Accoglienza
| Recensione           | Giudizio |
| -------------------- | -------- |
| AllMusic             |          |
| NME                  |          |
| Pitchfork            | 5.8/10   |
| Rolling Stone        |          |
| Slant Magazine       |          |
| The Guardian         |          |
| The Independent      |          |
| The Line of Best Fit | 8.5/10   |

The Thrill of It All ha ottenuto recensioni generalmente positive da parte della critica specializzata. Su Metacritic, sito che assegna un punteggio normalizzato su 100 in base a critiche selezionate,  l'album ha ottenuto un punteggio medio di 72 basato su sedici recensioni.

## Tracce
1. Too Good at Goodbyes – 3:21 (Sam Smith, James Napier, Mikkel S.Eriksen, Tor Erik Hermansen)
2. Say It First – 4:07 (Sam Smith, Napier, James Ho)
3. One Last Song – 3:12 (Smith, Napier, Tyler Johnson)
4. Midnight Train – 3:27 (Smith, Napier, Ho)
5. Burning – 3:23 (Smith, Jason "Poo Bear" Boyd, Dominic Jordan, Jimmy Giannos)
6. Him – 3:10 (Smith, Brendan Grieve, Reuben James)
7. Baby, You Make Me Crazy – 3:27 (Smith, Napier, Emile Haynie, Dennis Ronald Thomas, Woodrow Sparrow, Gene Redd Sr., George Melvin Brown, Claydes Smith, Richard Westfield, Robert Bell, Robert Mickens, Ronald Bell)
8. No Peace (feat. YEBBA) – 4:43 (Smith, Napier, Yebba Smith)
9. Palace – 3:07 (Smith, Johnson, Camaron Ochs)
10. Pray – 3:41 (Smith, Napier, Timbaland, Darryl Pearson, Larrance Dopson, Jose A. Valasquez)

Tracce bonus nell'edizione speciale
1. Nothing Left for You – 3:46 (Smith, Napier)
2. The Thrill of It All – 3:28 (Smith, Grieve, James)
3. Scars – 3:03 (Smith, Grieve)
4. One Day at a Time – 3:29 (Smith, Simon Aldred)

Tracce bonus nell'edizione Target e giapponese
1. Leader of the Pack – 2:38 (Smith, Grieve, Duncan Boyce)
2. Blind Eye – 1:48 (Smith, Francis White)

## Classifiche

### Classifiche settimanali
| Classifica (2017-19) | Posizione massima |
| -------------------- | ----------------- |
| Australia            | 2                 |
| Austria              | 7                 |
| Belgio (Fiandre)     | 1                 |
| Belgio (Vallonia)    | 11                |
| Canada               | 1                 |
| Danimarca            | 1                 |
| Finlandia            | 10                |
| Francia              | 15                |
| Germania             | 8                 |
| Grecia               | 8                 |
| Irlanda              | 3                 |
| Italia               | 4                 |
| Norvegia             | 1                 |
| Nuova Zelanda        | 1                 |
| Paesi Bassi          | 1                 |
| Portogallo           | 3                 |
| Regno Unito          | 1                 |
| Spagna               | 12                |
| Stati Uniti          | 1                 |
| Svezia               | 1                 |
| Svizzera             | 3                 |

### Classifiche di fine anno
| Classifica (2017) | Posizione |
| ----------------- | --------- |
| Australia         | 19        |
| Belgio (Fiandre)  | 51        |
| Belgio (Vallonia) | 138       |
| Danimarca         | 43        |
| Francia           | 119       |
| Islanda           | 33        |
| Italia            | 89        |
| Nuova Zelanda     | 27        |
| Regno Unito       | 3         |
| Stati Uniti       | 153       |
| Svezia            | 41        |
| Svizzera          | 87        |
| Classifica (2018) | Posizione |
| Australia         | 38        |
| Belgio (Fiandre)  | 47        |
| Belgio (Vallonia) | 170       |
| Canada            | 29        |
| Danimarca         | 18        |
| Francia           | 164       |
| Islanda           | 20        |
| Irlanda           | 37        |
| Regno Unito       | 21        |
| Stati Uniti       | 23        |
| Svezia            | 27        |
| Svizzera          | 91        |
| Classifica (2019) | Posizione |
| Danimarca         | 88        |
| Islanda           | 66        |

### Classifiche di fine decennio
| Classifica (2010-19) | Posizione |
| -------------------- | --------- |
| Regno Unito          | 93        |
| Stati Uniti          | 147       |